# Andrzej Horodecki

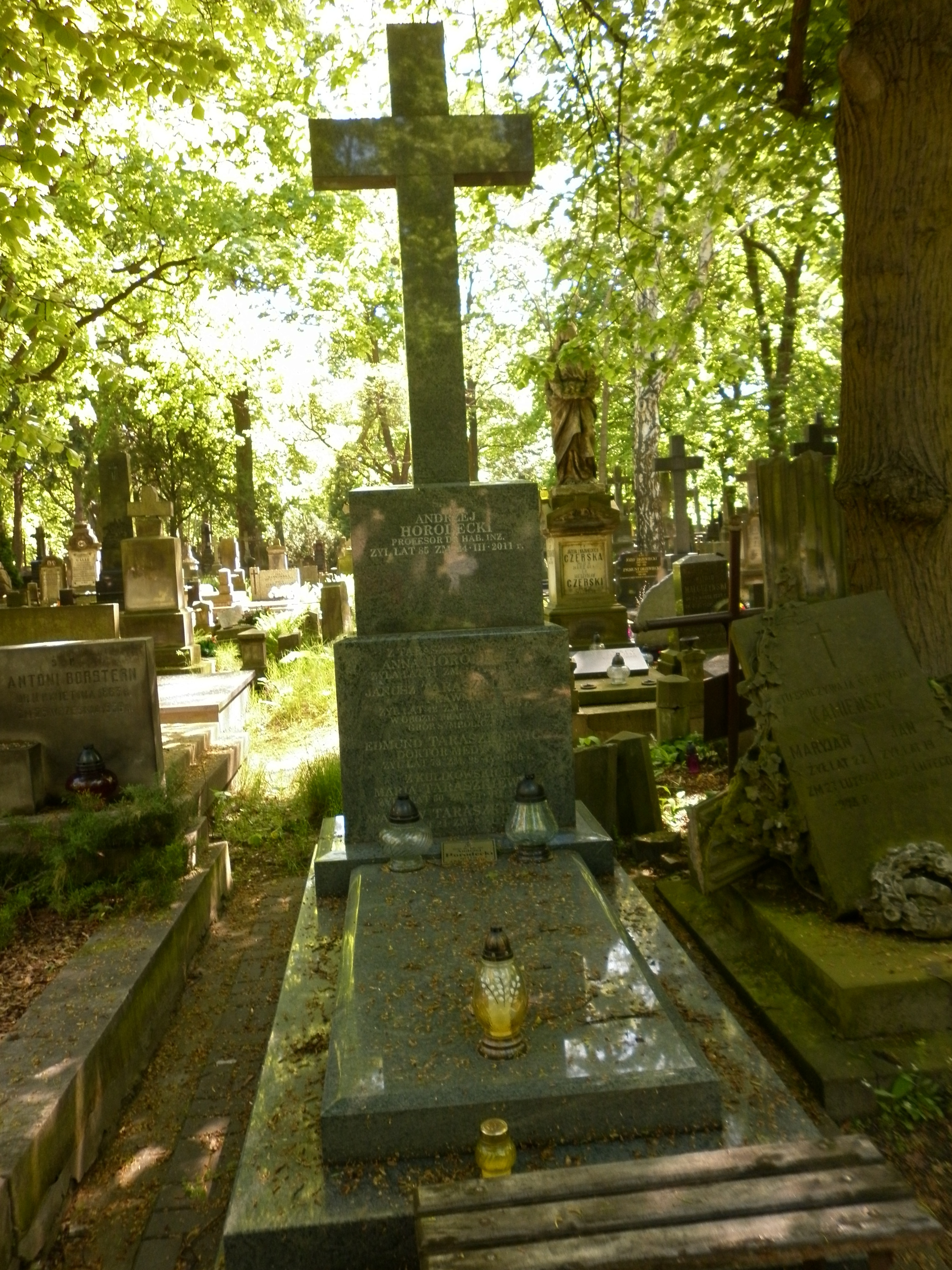
Grób Andrzeja Horodeckiego na Powązkach

Andrzej Horodecki (ur. 3 października 1925 w Warszawie, zm. 24 marca 2011) – polski elektrotechnik, profesor doktor habilitowany inżynier, wykładowca uczelni wyższych, specjalista w zakresie metod matematycznych wyboru układów napędowych.

## Życiorys
Był synem oficera Leona Horodeckiego (1898-1967) i Anny z domu Taraszkiewicz. W czasie II wojny światowej uczył się na tajnych kompletach w Liceum im. Stanisława Kostki w Warszawie. Był absolwentem Wydziału Elektrycznego Politechniki Warszawskiej (1950). Od roku 1948 był pracownikiem tej uczelni, początkowo w Katedrze Matematyki (1948-1957), a potem Katedry Napędów Elektrycznych (1955-1974).
W roku 1951 został także pracownikiem Instytutu Elektrotechniki w Warszawie-Międzylesiu, gdzie pracował przez ponad 50 lat (do roku 2001). Był wieloletnim kierownikiem Zakładu Zautomatyzowanych Napędów w Instytucie Elektrotechniki.
W latach 60, prowadził wykłady z napędu elektrycznego w Wyższej Szkole Inżynierskiej w Lublinie (obecnie Politechnika Lubelska). W latach 1990–2007 pracownik Politechniki Lubelskiej, gdzie przez 14 lat piastował funkcję kierownika Katedry Napędów Elektrycznych Wydziału Elektrotechniki i Informatyki PL.
Od 1965 pracownik Komitetu Elektrotechniki PAN, przez 25 lat piastował funkcję sekretarza naukowego tej instytucji. Przez 15 lat był redaktorem naczelnym " Postępów Napędu Elektrycznego i Energoelektroniki" PAN.
Autor i współautor różnych publikacji w tym  Ocena i wybór układów elektromechanicznego przetwarzania energii (Państ. Wydaw. Naukowe, Warszawa, 1984)

## Odznaczenia
- Order Odrodzenia Polski
- Złoty Krzyż Zasługi
- Srebrny Krzyż Zasługi

## Członkostwo w towarzystwach
- Towarzystwo Naukowe Warszawskie
- Polskie Towarzystwo Elektrotechniki Teoretycznej i Stosowanej
- Societe Europeenne de Culture-SEC
- Towarzystwo Przyjaciół Warszawy oddział Wola